# NGC 3527
NGC 3527 este o galaxie LINER situată în constelația Ursa Mare. A fost descoperită în 11 aprilie 1785 de către William Herschel. Se află la o distanță de 131,22 de megaparseci de Pământ.